# V Korpus Litewski

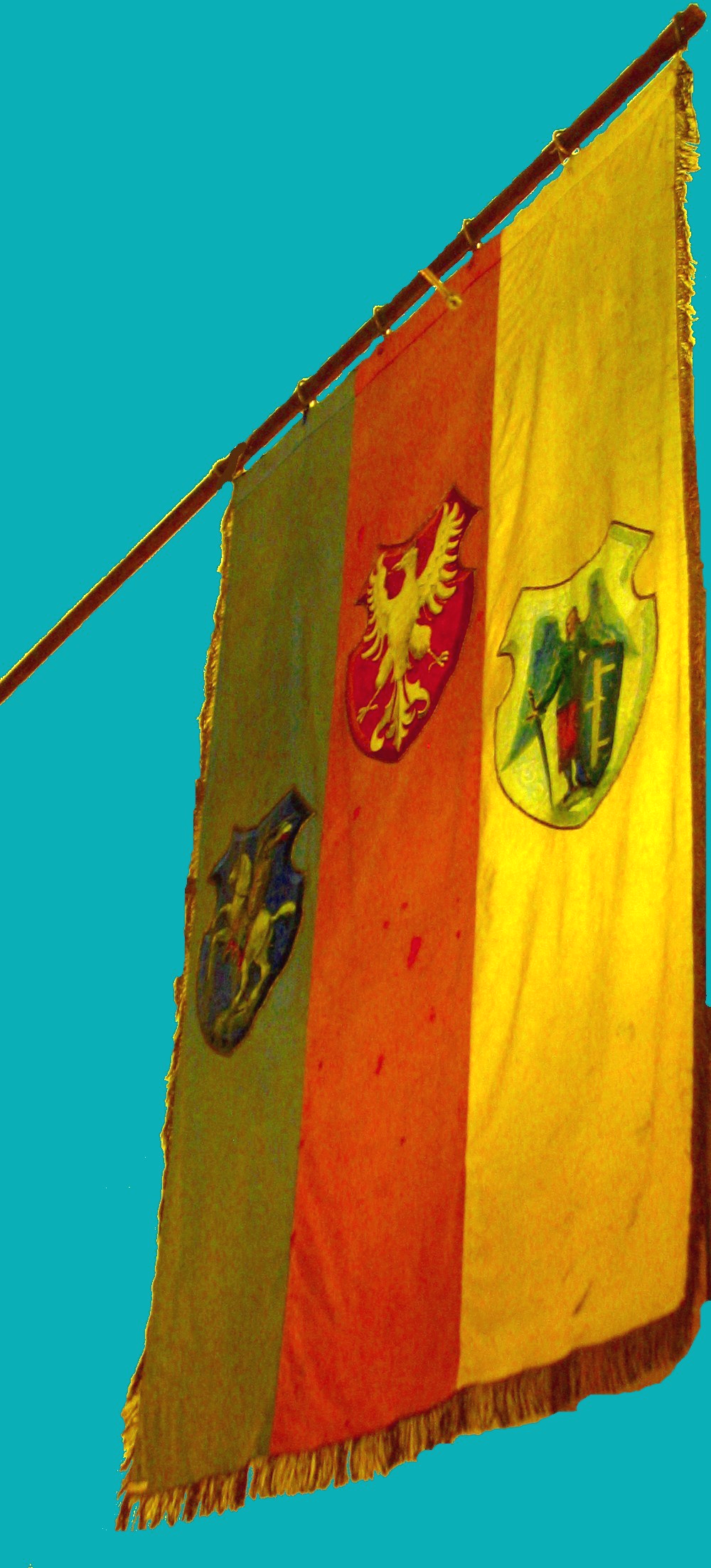
Chorągiew powstańców styczniowych

V Korpus „Litewski” – planowany korpus sił powstańczych okresu powstania styczniowego, jednak ze względu na braki kadrowe oraz ograniczone środki finansowe powstańców nie udało się go ostatecznie sformować.
Korpus ten miał być później oddany pod komendę płk. Bolesława Jabłonowskiego-Dłuskiego.

## Formowanie
Główny cel jaki postawił sobie Romuald Traugutt po objęciu władzy nad powstaniem to przekształcenie oddziałów partyzanckich w rzeczywistą siłę zbrojną, dekretem z dnia 15 grudnia 1863 r. powołał regularne oddziały aż do poziomu korpusu. Ograniczył samodzielność istniejących oddziałów, zakazał dowolnego ich formowania i rozformowywania, stawały się one tym samym składową większych formacji.
W zamyśle miało powstać pięć korpusów, cztery na terenie Królestwa, piąty na Litwie i miały tworzyć kadry przyszłej masowej formacji dla potrzeb planowanej kolejnej kampanii. W praktyce udało się stworzyć zalążki dwóch – II Korpus („Krakowski”) pod dowództwem Józefa Hauke-Bosaka i I "Lubelski" – Michała Heydenreicha-Kruka, w pozostałych województwach istniały one tylko na papierze.